# Zygmunt Sowiński
Zygmunt Adam Sowiński (ur. 26 grudnia 1892 w Zawierciu, zm. 7 marca 1945 w obozie koncentracyjnym w Dachau) – polski inżynier elektryk, przemysłowiec, działacz społeczny i gospodarczy, poseł na Sejm II Rzeczypospolitej III, IV i V kadencji, wiceprezes Prezydium Zarządu Koła Parlamentarnego Obozu Zjednoczenia Narodowego w 1938 roku. 

## Życiorys
Ukończył ośmioletnie gimnazjum humanistyczne w Częstochowie, a następnie odbył studia na Wydziale Budowy Maszyn oraz Oddziale Elektrotechnicznym Politechniki Lwowskiej. W 1918 roku wstąpił ochotniczo do Wojska Polskiego i brał udział w obronie Lwowa oraz w walkach o niepodległość.
Po zakończeniu służby wojskowej 1 maja 1921 roku zamieszkał w Zawierciu, gdzie od 1 grudnia 1921 roku pracował w fabryce Towarzystwa Akcyjnego „Zawiercie” (TAZ), pełniąc obowiązki inżyniera ruchu oraz kierownika elektrowni. W TAZ pracował 7 lat, m.in. usprawnił urządzenia elektryczne dostosowując je do panujących wymogów. W czerwcu 1928 roku zarząd miasta powołał go na stanowisko dyrektora Zakładu Elektrycznego i Wodociągowego w Zawierciu (ZEiW), który wcześniej współorganizował. Pracował na tym stanowisku do 1 grudnia 1934 roku, w tym czasie zelektryfikował większość fabryk na terenie miasta, włączając je do miejskiej sieci energetycznej, a także zaprojektował i zrealizował zautomatyzowaną podziemną wodociągową stację hydroforową, która uwzględniała perspektywy rozwoju miasta. Był także projektantem i budowniczym sieci wodociągowej w środkowej i wschodniej części Zawiercia, a także hydrantów pożarniczych. W czasie jego zarządzania ZEiW podwoił zyski. Od 1 grudnia 1934 roku został dyrektorem Towarzystwa Akcyjnego Fabryki Szkła w Zawierciu. Dzięki wprowadzonym przez niego usprawnieniom zakład podniósł się z zapaści ekonomicznej, ale po podjęciu programu naprawczego wywołał w hucie strajk okupacyjny (26 czerwca – 15 lipca 1936 roku), zakończony kompromisem dzięki pośrednictwu władz państwowych.|
Politycznie był związany z BBWR.
W wyborach parlamentarnych w 1930 roku został wybrany posłem na Sejm III kadencji (1930–1935) z listy nr 1 z ramienia BBWR z okręgu nr 21. W kadencji tej był przewodniczącym komisji robót publicznych oraz był członkiem komisji: budżetowej, przemysłowo-handlowej, opieki społecznej i kontroli długów państwowych, ponadto był referentem budżetu Ministerstwa Pracy i Opieki Społecznej oraz rzecznikiem sejmowego sądu marszałkowskiego. Przewodniczył grupie budżetowej BBWR, po ustąpieniu Karola Polakiewicza.
W wyborach parlamentarnych w 1935 roku został ponownie wybrany posłem na Sejm IV kadencji (1935–1938) 34 235 głosami z okręgu nr 26, obejmującego powiaty: zawierciański i olkuski. W kadencji tej przewodniczył komisji przemysłu i handlu (w sesji 1937–1938) i był wiceprezesem Koła Parlamentarnego OZN, udzielał się też na forum Parlamentarnej Grupy Pracy.
W wyborach parlamentarnych w 1938 roku został wybrany posłem na Sejm V kadencji (1938–1939) z tego samego okręgu (nr 26). W kadencji tej przewodniczył komisji inwestycyjnej, był członkiem komisji: budżetowej (był jej generalnym sprawozdawcą) i przemysłowo-handlowej.
Zygmunt Sowiński był jednym z inicjatorów i współautorów ustawy o funduszu pracy powstałej w 1933 roku, który miał za zadanie wspierać instytucje zatrudniające bezrobotnych. Wchodził w skład Rady Funduszu Pracy, a jako prezes Stowarzyszenia Opieki nad Niezatrudnioną Młodzieżą angażował się w kierowanie bezrobotnych do pracy. Reprezentował oddział Stowarzyszenia Elektryków Polskich Zagłębia w Sosnowcu, a później w Katowicach. Był także prezesem Federacji Polskich Związków Obrońców Ojczyzny. W latach 1933–1934 wchodził w skład komitetu obywatelskiego budowy Państwowego Gimnazjum i Liceum Koedukacyjnego przy ulicy Parkowej w Zawierciu, był także przewodniczącym budowy kolei żelaznej Zawiercie – Poręba – Tarnowskie Góry w roku 1934. Uzyskał w tym czasie pożyczkę na realizację tych projektów. Dzięki ich realizacji zmniejszyło się bezrobocie w mieście. Rada Miejska w Zawierciu – doceniając jego zasługi – podjęła 8 listopada 1934 roku uchwałę o nazwaniu nowo wybudowanego (uroczyście otwartego 1 grudnia 1934 roku) mostu na rzece Warcie w Zawierciu przy ulicy Kasprowicza imieniem Zygmunta Sowińskiego.
Sowiński pełnił wiele innych funkcji społecznych, był m.in.: w latach 1933–1936 sędzią kartelowym przy Sądzie Najwyższym, prezesem zarządu Izby Przemysłowo-Handlowej w Sosnowcu (od lutego 1935 roku), wiceprezesem Związku Izb Przemysłowo-Handlowych w Warszawie, członkiem Prezydium OZN w Sosnowcu, przewodniczącym Rady Obwodowej OZN powiatu zawierciańskiego (od 1938 roku), prezesem Polsko-Holenderskiej Izby Handlowej, wiceprezesem Związku Hut Szklanych w Polsce, członkiem Rady Towarzystwa Przemysłowców Okręgu Zawierciańskiego i innych.
Po wybuchu II wojny światowej wrócił z Warszawy do Zawiercia. 11 listopada 1939 roku został aresztowany przez Niemców jako zakładnik. Przez pewien czas był w areszcie domowym i pracował przymusowo w jednej z hut szkła. Pod koniec kwietnia 1940 roku został ponownie aresztowany i wywieziony do obozu koncentracyjnego w Sachsenhausen, a po miesiącu – do Dachau (nr obozowy 19531), gdzie brał udział w obozowym ruchu oporu oraz wygłaszał dla więźniów pogadanki o elektryfikacji. Zmarł tamże na tyfus. Został pochowany na cmentarzu rzymskokatolickim w Zawierciu.

## Ordery i odznaczenia
- Krzyż Komandorski Orderu Odrodzenia Polski (3 października 1935)[8]
- Złoty Krzyż Zasługi
- Krzyż Obrony Lwowa[3].

## Życie rodzinne
Był synem Leonarda (pochodzącego z Łodzi szefa działu tkalni w Zawierciu) i Ludwiki z domu Dryjskiej. Ożenił się 19 czerwca 1923 roku z Ireną Helman (1897–1986), z którą miał dwie córki: Beatę Ludwikę (ur. 1924) i Jadwigę (ur. 1926).
Symboliczny grób Sowińskiego znajduje się na Cmentarzu przy ul. Francuskiej w Katowicach.